# Lijst van nummer 1-albums in de Nederlandse Album Top 100 in 1983
Onderstaande albums stonden in 1983 op nummer 1 in de Nationale Hitparade LP Top 50, de voorloper van de huidige Nederlandse Album Top 100. Wekelijks verzamelde bureau Intomart gegevens voor het samenstellen van de lijst onder auspiciën van Buma/Stemra.
| Nummer | Datum        | Artiest                | Titel                         | Opmerking       |
| ------ | ------------ | ---------------------- | ----------------------------- | --------------- |
| 160    | 1 januari    | BZN                    | We wish you a merry Christmas |                 |
|        | 8 januari    | BZN                    | We wish you a merry Christmas |                 |
| 176    | 15 januari   | Freek de Jonge         | De openbaring                 | Livealbum       |
|        | 22 januari   | Freek de Jonge         | De openbaring                 | Livealbum       |
| 177    | 29 januari   | Billy Joel             | The Nylon Curtain             |                 |
|        | 5 februari   | Billy Joel             | The nylon curtain             |                 |
|        | 12 februari  | Billy Joel             | The nylon curtain             |                 |
| 178    | 19 februari  | The Kids from "Fame"   | The Kids from "Fame"          |                 |
|        | 26 februari  | Kids from Fame         | The Kids from Fame            |                 |
|        | 5 maart      | Kids from Fame         | The Kids from Fame            |                 |
| 179    | 12 maart     | Diverse artiesten      | Break out                     | Verzamelalbum   |
|        | 19 maart     | Diverse artiesten      | Break out                     | Verzamelalbum   |
| 180    | 26 maart     | Doe Maar               | 4us                           |                 |
|        | 2 april      | Doe Maar               | 4us                           |                 |
|        | 9 april      | Doe Maar               | 4us                           |                 |
|        | 16 april     | Doe Maar               | 4us                           |                 |
|        | 23 april     | Doe Maar               | 4us                           |                 |
| 181    | 30 april     | David Bowie            | Let's dance                   |                 |
|        | 7 mei        | David Bowie            | Let's dance                   |                 |
|        | 14 mei       | David Bowie            | Let's dance                   |                 |
| 182    | 21 mei       | Michael Jackson        | Thriller                      |                 |
|        | 28 mei       | Michael Jackson        | Thriller                      |                 |
|        | 4 juni       | Michael Jackson        | Thriller                      |                 |
|        | 11 juni      | Michael Jackson        | Thriller                      |                 |
|        | 18 juni      | Michael Jackson        | Thriller                      |                 |
|        | 25 juni      | Michael Jackson        | Thriller                      |                 |
| 183    | 2 juli       | BZN                    | 28 Golden hits                | Compilatiealbum |
| 182    | 9 juli       | Michael Jackson        | Thriller                      |                 |
| 184    | 16 juli      | The Star Sisters       | Tonight 20:00 hrs.            |                 |
|        | 23 juli      | The Star Sisters       | Tonight 20:00 hrs.            |                 |
| 182    | 30 juli      | Michael Jackson        | Thriller                      |                 |
|        | 6 augustus   | Michael Jackson        | Thriller                      |                 |
|        | 13 augustus  | Michael Jackson        | Thriller                      |                 |
|        | 20 augustus  | Michael Jackson        | Thriller                      |                 |
|        | 27 augustus  | Michael Jackson        | Thriller                      |                 |
|        | 3 september  | Michael Jackson        | Thriller                      |                 |
|        | 10 september | Michael Jackson        | Thriller                      |                 |
| 185    | 17 september | Berdien Stenberg       | Rondo russo                   |                 |
|        | 24 september | Berdien Stenberg       | Rondo russo                   |                 |
|        | 1 oktober    | Berdien Stenberg       | Rondo russo                   |                 |
| 186    | 8 oktober    | UB40                   | Labour of love                |                 |
| 187    | 15 oktober   | Spandau Ballet         | True                          |                 |
| 188    | 22 oktober   | BZN                    | Desire                        |                 |
|        | 29 oktober   | BZN                    | Desire                        |                 |
| 189    | 5 november   | Lionel Richie          | Can't slow down               |                 |
|        | 12 november  | Lionel Richie          | Can't slow down               |                 |
|        | 19 november  | Lionel Richie          | Can't slow down               |                 |
| 190    | 26 november  | The Rolling Stones     | Undercover                    |                 |
| 191    | 3 december   | Kinderen voor Kinderen | Kinderen voor Kinderen 4      |                 |
|        | 10 december  | Kinderen voor Kinderen | Kinderen voor Kinderen 4      |                 |
|        | 17 december  | Kinderen voor Kinderen | Kinderen voor Kinderen 4      |                 |
|        | 24 december  | Kinderen voor Kinderen | Kinderen voor Kinderen 4      |                 |
| 192    | 31 december  | Diverse artiesten      | Electric boogie               | Verzamelalbum   |